# Ambouli
Ambouli (arabisch أمبولي) ist eine Stadt im Osten von Dschibuti.

## Geographie
Die Stadt liegt in der Region Dschibuti als Südöstlicher Vorort der Hauptstadt Dschibuti. Nach Westen wird der Ort durch eine große gleichnamige Freifläche (Park) begrenzt, die wichtigste Straße ist die Aerport Road.
Seit 1948 liegt der Flughafen Dschibuti (Djibouti–Ambouli International Airport) im Ortsgebiet. In jüngerer Zeit entstand südlich des Flughafens auch das Camp Lemonnier.
Das gleichnamige Wadi Ambouli Oued verläuft nach Nordwesten und mündet westlich von Djibouti Port (ميناء جيبوتي) in den Golf von Tadjoura.

## Geschichte
O.G.S. Crawford identifiziert den Ort mit „Canbala“, einem Ort, der in Muhammad al-Idrisis Karte von 1192 an der Küste des Horn von Afrika eingetragen ist. In dieser Karte liegt er südöstlich der Straße von Bab al-Mandab. Eine weitere Identifizierung ist „Cambaleh“, eine Stadt, in der der venezianische Reisende Bragadino im 13. Jahrhundert  acht Jahre lang gelebt haben soll.